# KG0516
KG0516 è il terzo album in studio della cantante colombiana Karol G, pubblicato il 26 marzo 2021 dalla Universal Music Latino.
L'album è stato anticipato da cinque singoli, tra cui le hit Tusa con Nicki Minaj e Bichota, ed è stato promosso dal Bichota Tour nelle Americhe, durato dal 2021 al 2023.

## Tracce
1. Déjalos que miren – 2:48
2. El makinon (con Mariah Angeliq) – 3:29
3. 200 copas – 3:37
4. Contigo voy a muerte (ft. Camilo) – 3:40
5. DVD – 3:19
6. El barco – 3:24
7. Location (con J Balvin e Anuel AA) – 4:23
8. Gato malo (con Nathy Peluso) – 3:45
9. Odisea (con Ozuna) – 3:44
10. Bichota – 2:59
11. Sola es mejor (con Yandar & Yostin) – 3:20
12. Arranca pa el carajo (con Juanka & Brray) – 4:07
13. Ay, Dios mío! – 3:09
14. Beautiful Boy (con Ludacris & Emilee) – 3:17
15. Tusa (con Nicki Minaj) – 3:22
16. Leyendas (con Wisin & Yandel e Nicky Jam ft. Ivy Queen, Zion & Alberto Stylee) – 5:52

## Successo commerciale
KG0516 ha debuttato in vetta alla Top Latin Albums, vendendo 24 000 unità in territorio statunitense durante la sua prima settimana, di cui 4 000 sono copie fisiche e digitali e le restanti 20 000 sono stream-equivalent units equivalenti a 27,4 milioni di riproduzioni in streaming delle singole tracce. Ha segnato il più grande esordio in classifica per un album femminile da El Dorado di Shakira del 2017 ed è diventato il secondo album femminile dell'anno ad entrare direttamente in vetta a tale graduatoria, dopo Revelación di Selena Gomez.

## Classifiche

### Classifiche settimanali
| Classifica (2021) | Posizione massima |
| ----------------- | ----------------- |
| Francia           | 155               |
| Italia            | 68                |
| Spagna            | 3                 |
| Stati Uniti       | 20                |
| Svizzera          | 48                |

### Classifiche di fine anno
| Classifica (2021) | Posizione |
| ----------------- | --------- |
| Spagna            | 12        |
| Stati Uniti       | 171       |
| Classifica (2023) | Posizione |
| Spagna            | 54        |